# Кубок Австрії з футболу 1922—1923
Кубок Австрії з футболу 1922—1923 — 5-й розіграш турніру. Переможцем змагань вперше став столичний клуб «Вінер Шпорт-Клуб».

## Чвертьфінали
| Переможці          | Рахунок | Переможені      |
| ------------------ | ------- | --------------- |
| «Рапід»            | 5:1     | «Адміра»        |
| «Хакоах»           | 6:2     | «Уніон Медлінг» |
| «Ваккер»           | 2:1     | «Вієнна»        |
| «Вінер Шпорт-Клуб» | 6:1     | «Вінер АК»      |

## Півфінали
| Переможці          | Рахунок  | Переможені |
| ------------------ | -------- | ---------- |
| «Ваккер»           | 4:2      | «Рапід»    |
| «Вінер Шпорт-Клуб» | 2:2, 2:0 | «Хакоах»   |

## Фінал
| 8 липня 1923 |

| «Вінер Шпорт-Клуб»                 | 3 — 1      | «Ваккер»           |
| ---------------------------------- | ---------- | ------------------ |
| 5' Тімлер 6' Бауер 39' К.Кангеузер | (Протокол) | 50' (пен.) Кованда |

| «Гоге Варте», Відень Глядачів: 12 000 Арбітр: Макс Зееманн |

| Вінер            |                  |
|                  |                  |
| ВР               | Едуард Кангеузер |
| ЗХ               | Ріхард Беєр      |
| ЗХ               | Йозеф Тойфель    |
| ПЗ               | Франц Планк      |
| ПЗ               | Карл Цанкль      |
| ПЗ               | Франц Ловак      |
| НП               | Карл Бауер       |
| НП               | Адольф Тімлер    |
| НП               | Карл Кангеузер   |
| НП               | Антон Повольний  |
| НП               | Леопольд Гебіш   |
| Тренер:          |                  |
| Вільгельм Шмігер |                  |

| Ваккер  |                     |
|         |                     |
| ВР      | Фердинанд Файгль    |
| ЗХ      | Йоганн Колльндорфер |
| ЗХ      | Фрідріх Губер       |
| ПЗ      | Рудольф Клічка      |
| ПЗ      | Леопольд Реш        |
| ПЗ      | Алоїз Пеллет        |
| НП      | Йозеф Лібгардт      |
| НП      | Йоганн Кованда      |
| НП      | Йозеф Вана          |
| НП      | Франц Решер         |
| НП      | Фрідріх Стах        |
| Тренер: |                     |
| Рознер  |                     |